# Eigenkerk
Een eigenkerk of eigenklooster is een rechtsinstituut dat van de 7de tot de 11de eeuw bestond. Deze kerken en kloosters behoorden tot het privévermogen van de grondbezitter op wiens grond deze kerken en kloosters gebouwd waren. De grondbezitter, meestal een feodale heer of een bisschop, kon er vrij over beschikken door koop, schenking en erfenis. Hij genoot de inkomsten en stelde de bedienaren aan.

## Vroege vormen
Als rechtsinstituut komt al voor sinds de kerstening van de Germaanse gebieden, dus vanaf de 7e eeuw. Het komt deels voort uit de Oudgermaanse, en deels uit de Romeinse rechtsopvattingen, veroorzaakt door de in die tijd primitieve economische situatie. De heer, die bijvoorbeeld een allodium bezat, liet een kerk bouwen voor eigen gebruik en dat van zijn personeelsleden of, in vroeger tijden, horigen en lijfeigenen. Om de kerk te onderhouden en de pastoor te betalen werd soms ook een hoeve geschonken. Dit soort goederen werd wel pastoralia genoemd. De heer had dan wel het patronaatsrecht.
In de praktijk kwam uiteindelijk een deel van de inkomsten uit de pastoralia toch weer bij de heer terecht, en ook kon de functie van pastoor soms bij de heer worden gekocht, dit heette simonie. Ook de kerk kon naar believen worden verkocht. In veel gevallen was de pastoor getrouwd of woonde samen, wat nicolaïsme werd genoemd. Van enige theologische scholing was vaak al in het geheel geen sprake, soms was de pastoor niet eens een priester. Dit alles bracht spanningen met de kerkelijke autoriteiten teweeg, die nauwelijks gezag over deze private kerken konden uitoefenen. Dit alles leidde uiteindelijk tot de formulering van het eigenkerkenrecht, waarin rechten en plichten van de diverse belanghebbenden beter werden omschreven.
Deze vroege vorm van eigenkerken heeft bestaan van de 7e tot de 11e eeuw. De misstanden werden fel bestreden door instellingen als de Abdij van Cluny en door paus Gregorius VII, die leefde op het eind van de 11e eeuw. Ook daarna kwamen bovenbeschreven misstanden nog in ruime mate voor. Eerst het Concilie van Trente bracht daarin wezenlijk verandering.
De Gregoriaanse hervorming en de Investituurstrijd maakten ten slotte een einde aan het eigenkerken- en eigenkloosterdom.

## Sint-Servaaskerk
Een belangrijk voorbeeld van een eigenkerk in Nederland was de Sint-Servaaskerk in Maastricht en het daaraan verbonden kapittel van Sint-Servaas. Deze kerk was vanaf de Karolingische tijd tot de 13e eeuw eigendom van de Duitse koningen. Dezen hadden het benoemingsrecht, aanvankelijk over de lekenabten (o.a. Alcuinus en Einhard), later over de proosten van Sint-Servaas, meestal afkomstig uit de machtigste adellijke families in het Rijn-Maasgebied. Later ging het benoemingsrecht over op de hertogen van Brabant, nog later op de Staten-Generaal van de Nederlanden. Met name in de 11e en 12e eeuw was de band tussen de Duitse koningen en de Sint-Servaaskerk eng. Koning Hendrik III, die de kerk minimaal zes keer bezocht, liet zich er, na zijn officiële kroning in de Dom van Aken, op 15 augustus 1039 feestelijk herkronen ("Festkrönung").

## Latere vormen
De adellijke heren hadden ook in later tijd nog invloed op de kerkelijke en kloosterlijke gang van zaken, bijvoorbeeld via het patronaatsrecht en het aanstellen van abten. Bovendien waren ook hogere kerkelijke autoriteiten nogal eens corrupt, hetgeen uiteindelijk tot de Reformatie leidde.
Ook toen de ergste misstanden verdwenen waren werden er nog wel een soort eigenkerken en -kloosters gebouwd, zelfs tot diep in de 19e eeuw toe. Er werd dan een kerk op of nabij het landgoed gebouwd, een verschijnsel dat wel moet onderscheiden worden van een huiskapel, die in de meeste kastelen kon worden aangetroffen.
Daarnaast bouwden in het zuiden van Nederland na 1648 de merendeels protestantse kasteelheren soms een kerkje nabij het kasteel, zodat zij en hun personeel de diensten konden bijwonen. Een dergelijk kerkje, dat nog steeds in gebruik is bij de protestantse gemeente, vindt men bijvoorbeeld in Heeze. Ook Geldrop bezat een dergelijk kerkje dat zich zelfs op het kasteelterrein bevond. Dit kerkje viel echter ten offer bij de aanleg van een autoweg.
Zeer merkwaardig is een protestants kerkje nabij Sainte-Catherine-de-Fierbois. Dit onooglijk 20e-eeuwse gebouwtje, dat oogt als een kantine, ligt midden in de bossen in een streek waar protestantse kerken alleen in de grotere steden te vinden zijn. Hier worden zelfs nog geregeld diensten in het Nederlands gehouden. De eigenaren van het landgoed waarin het kerkje ligt, hebben het gebouwd.